# Кустолян Євген Олександрович
Євген Олександрович Кустолян (також Кустелян, у деяких джерелах Олексійович; (13 грудня 1898, Харків — 2 вересня 1937, Київ) — український радянський економіст, статистик та діяч вищої освіти. Учасник Громадської війни в Росії, сподвижник Артема (Сергеєва). Навчався та працював у Харківського інституту народного господарства, був його проректором та останнім ректором. Після розформування інституту працював у Харківському інженерно-економічному інституті. Пізніше перейшов на партійну роботу, працював помічником секретаря ЦК ВКП(б) Лазаря Кагановича та заступником голови Харківської міської ради. З 1935 року працював заступником голови республіканського Управління народногосподарського обліку. Брав участь в організації перепису населення 1937 року, після того, як його результати були визнані помилковими, Євген Кустолян разом з іншими організаторами перепису був звинувачений у шкідництві та засуджений до розстрілу. У 1957 році був реабілітований.

## Життєпис

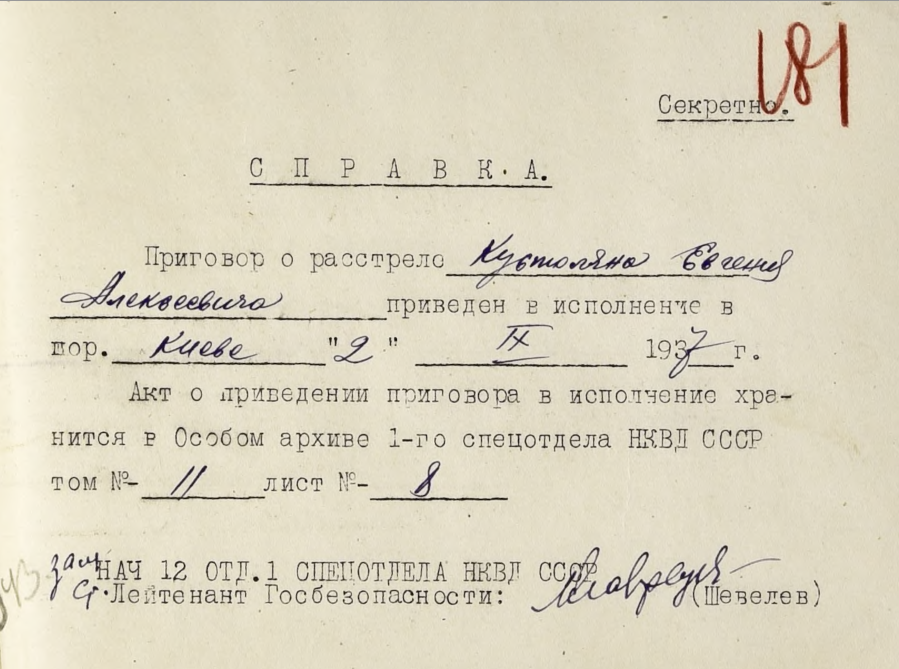
Довідка про страту Євгена Кустоляна

Народився 13 грудня 1898 року у Харкові, його батько був кустарем-кравцем родом з села Козельщина Харківської губернії. За національністю українець. Початкову освіту здобув у Першому училищі ім. Ф. С. Каркова Харківського товариства грамотності, яке закінчив у 1910 році. Потім навчався у Харківській торговій школі ОВВП, яку закінчив у 1915 році. Член ВКП (б) з 1917 року. У дев'ятнадцятирічному віці був призваний до Червоної армії, у складі якої брав участь у Громадській війні в Росії. Обіймав посаду військового комісара 888, 889 та 884 військових госпіталів у Харкові. Служив під керівництвом більшовика Артема (Сергеєва), про якого пізніше написав спогади. По завершенню війни навчався на промисловому факультеті Харківського інституту народного господарства, який закінчив у 1924 році, був учнем професора Петра Фоміна. Навчався в аспірантурі на кафедрі народного господарства при інституті, кілька разів відправлявся у наукове відрядження до Німеччини. Влітку 1925 року він досліджував там місцеву економіку гірничої промисловості, а весною і літом 1927 року разом з групою студентів інституту знайомився  як улаштоване кам'яновугільне господарство та підприємства галузі, зокрема, системами товарообігу та матеріалообігу на них. Також брав участь у роботі аспірантського семінару на кафедрі, де прочитав доповідь про сучасну постановку кон'юкторної роботи в Німеччині. По закінченню аспірантури читав в інституті на економічному факультеті курс «Економіка промисловості» та вів семінар «Раціоналізація», також займався науковою роботою.
У 1928 році був призначений проректором з навчальної частини та завідувачем кафедри, отримав вчене звання професора. З жовтня 1929 року до вересня 1930 був на посаді ректора інституту. Під час головування Євгена Кустоляна у державі проходила кампанія з реформування вищої школи й інститут був реорганізований та розділений на кілька нових навчальних закладів. Кустолян став працювати проректором у новоствореному Харківському інженерно-економічному інституті. У 1929 році жив у Харкові за адресою вулиця Пушкінська (нині вулиця Григорія Сковороди), будинок 81.
У 1931 році призначений заступником голови Держплану при Держраді за направленням партії. Наступного року став помічником секретаря ЦК ВКП(б) Лазаря Кагановича. Після призначення у 1933 році Павла Постишева Другим секретарем ЦК КП(б) України, Євген Кустоляна було призначено заступником голови Харківської міської ради. Наступного року став завідувачем Харківського обласного відділу народної освіти. У 1935 році партія направила його на посаду заступника голови республіканського Управління народногосподарського обліку (УНГО) при РНК УРСР. 
В державі готувався новий черговий Всесоюзний перепис населення і Євген Кустолян став керівником його українського бюро. Попередньо був проведений «учбовий перепис», за результатами якого Євген Кустолян у грудні 1936 року повідомив керівництву Центрального управління народно-господарського обліку (ЦУНГО), що «…перепис на Україні внаслідок голодовки 1933 року і вимирання населення не дає більше ніж 28–29 мільйонів осіб і що нами будуть прийняті усі заходи до того, щоб такий підсумок був». Всесоюзний перепис населення відбувся 6 січня 1937 року, вже 10 січня Євген Кустолян надіслав телеграму до начальника ЦУНГО Івана Краваля, в якій зазначав, що «результати перепису по УРСР, судячи з попередніх даних, роблять цей матеріал абсолютно секретним». Дослідник Ісупов В. А. вважав, що телеграма написана «з погано прихованим переляком».
Євген Кустолян був заарештований 22 червня 1937 року. Його обвинувачували за статтями 548, 5410 Кримінального кодексу Української СРР 1927 року за «шкідницьку діяльність», яку він вів у складі «контрреволюційної троцькістської організації». На допитах Євген Кустолян заявив, що почав співпрацювати з «троцькістами» у 1933 році. Він називав неправильну політику хлібозаготівлі причиною масового голоду на селі, а так звані виступи куркулів він вважав протестом селянства проти колективізації. Кустолян зізнався, що свідомо займався фальсифікацією перепису, щоб довести політику партії до банкрутства, звинувачуючи її у вимиранні населення. За свідченнями товариша арештованого, Григорія Лози, до Кустоляна застосовувалися фізичні методи впливу, через які він перебував у ненормальному психічному стані. Коли Лоза ознайомився з копією протоколу допиту товариша, він заявив, що «це писав не Кустолян, а дубинка слідчого». На його думку, слідчі домагалися такими свідченнями скомпрометувати Лазаря Кагановича, колишнього начальника Кустоляна. Координатор Електронного архіву Українського визвольного руху Денис Пасічник стверджував, що «справи проти виконавців перепису були абсолютно фіктивними».
1 вересня 1937 року на закритому судовому засіданні виїзної сесії Воєнної колегії Верховного суду СРСР було винесено вирок, у якому визнала Євгена Кустоляна винним у скоєнні злочинів передбачених 547, 548, 5411 КК УСРР 1927 року та засудила його до найвищої міри покарання (розстрілу) з конфіскацією всього особистого майна. Він був розстріляний наступного дня після винесення вироку у Києві.
Під час «хрущовської відлиги», Євгена Кустоляна було реабілітовано визначенням колегії Верховного суду СРСР від 23 травня 1957 року. Вирок було скасовано, а справу припинено за відсутністю складу злочину. У довідці-відгуку для розгляду справи по реабілітації, яку написав Григорій Лоза, він характеризував Кустоляна як «кристалічно чистого більшовика, який активно боровся з троцькістами та бухаринцями».
Довгий час постать Євгена Кустоляна залишалася малодослідженою, а його наукові праці були забуті. Так у 2004 році науковиця Ірина Кравчина зазначала, що дата народження, значна частина біографії та діяльність Кустоляна дослідникам невідомі. Лише після пошукової роботи вчених Харківського національного економічного університету, «на основі архівних даних та оригінальних матеріалів» вдалося уточнити та значно доповнити інформацію про Євгена Кустоляна та його науковий доробок.
Портрет Євгена Кустоляна вивішений у аудиторії А3 інтерактивних технологій навчання Харківського національного економічного університету імені Семена Кузнеця серед портретів інших очільників закладу.
На час арешту був одружений з Камілою Григорівною Самойловою, завідувачкою дитячими яслами у Петрівському районі та членкинею ВКП (б) з 1924 року.

## Наукова та творча діяльність
Євгена Кустоляна відносять до наукової школи його вчителя Петра Фоміна і до першого покоління випускників харківської системи професійної економічної освіти. Ще під час аспірантури, під керівництвом Фоміна, досліджував питання економіки гірничої промисловості та кризи у цій галузі. Пізніше він досліджував питання економіки промислового виробництва та металургійної промисловості. Впроваджував використання математичних методів в економічних дослідженнях. Проводив дослідницьку роботу на харківських підприємствах, зокрема на Харківському моторобудівному заводі «Серп і Молот». Під час роботи на кафедрі народного господарства, під керівництвом професора Фоміна, разом з колегами Ратнером та Гольштейном заснував семінар підвищеного типу з питань економіки Донецького басейну, до якого залучили кращих студентів промислового циклу з економічного факультету Харківського інституту народного господарства. Згодом семінар перетворився на спеціальний кабінет Донецького басейну, який видавав власний бюллетень «Вопросы экономики Донецкого бассейна» та співпрацював з відповідними трестами й наркоматами. Існували плани на перетворення кабінету на окремий Інститут Донецького басейну для проробки основних економічних проблем важкої індустрії басейну.
На думку Євгена Кустоляна, у реконструктивний період природне і необхідне залучення «колосальних витрат капіталу» на карбованець продукції, при цьому ефективність цих витрат проявить себе лише через кілька років. Також він був проти порівняння зростання продукції та «основного капіталу» відзначаючи, що воно завжди видаватиме «невірну песемістичну картину».
Кустолян був одним з фундаторів інженерно-економічної спеціалізації в рамках промислового факультету Харківського інституту народного господарства, а потім Харківського інженерно-економічного інституту. У книзі «Нариси з історії ХНЕУ», Євгена Кустоляна характеризували як талановитого економіста.
Весною 1936 року написав «Воспоминания о тов. Артеме», де описав свою участь у Громадянській війні. Рукопис зберігався у Партійному архіві Інституту історії партії при ЦК Компартії України. У скороченому варіанті спогади були опубліковані у 1982 році в книзі «Товарищ Артём. Воспоминания о Фёдоре Андреевиче Сергееве». Публікатори відмічали, що у спогадах Кустоляна присутні неточності.

## Вибрані публікації
- К проблеме кризисов в Донецкой угольной промішленности// Вопросы экономики Донецкого бассейна. — 1927. — № 1 — С. 12—20
- Рационализация германской каменно-угольной промішленности// Вопросы экономики Донецкого бассейна. — 1928 — № 2 — С. 14—25
- К вопросу об исчислении эффективности загрузки предприятия металлопромышленности (По материалам завода «Серп и Молот»)// Вопросы экономики Донецкого бассейна. — 1928. — № 3-4. — С. 17—22
- Методология изучения эффективности рационализации // Пути индустриализации. — 1930. — № 4.
- О вульгаризаторах диалектики от ТЭАКУП По поводу ст. проф. А. С. Попова («Технико-экономический анализ в каменноугольной промышленности СССР») // Горный журнал. — 1932. — № 9.
- Перепис населення соціалістичної держави// Комунист — 1936. — № 247 (26 жовтня)
- Кустолян Є. О., Вейцбліт І. І. Всесоюзний перепис населення 1937 року / Управління народногосподарського обліку УСРР. — Київ, 1936. — 32 с.
- Всегда впереди// Товарищ Артём. Воспоминания о Фёдоре Андреевиче Сергееве (Артеме). — Харьков, 1982. — С. 196—205 — 294 с.

### Коментар
1. ↑  У літературі трапляються різні варіанти по батькові Євгена Кустоляна: Олександрович[2] та Олексієвич[3].